# Rodney Matthews
Rodney Matthews (Paulton (Somerset), 6 juli 1945) is een Engels kunstschilder en illustrator. 
Zijn inspiratie is veelal op natuurlijke elementen gebaseerd, zoals uitvergrote insecten. Zijn stijl is sciencefiction/fantasy in een rijke kleurschakering. Hierin zijn wezens en onderwerpen regelmatig van vorm veranderd en verdraaid, doch steeds herkenbaar.
In 1974 verliet Matthews de vaak wisselende rockband waarin hij als drummer heeft gespeeld. Hierna wijdde hij zich volledig aan het schilderen. Heeft onder andere covers voor de albums van rock-groep Magnum, Eloy en Nazareth gemaakt. Tevens is hij een begaafd letterontwerper in fantasiestijl.